# Atletism la Jocurile Olimpice de vară din 1984 - Săritura în lungime (feminin)

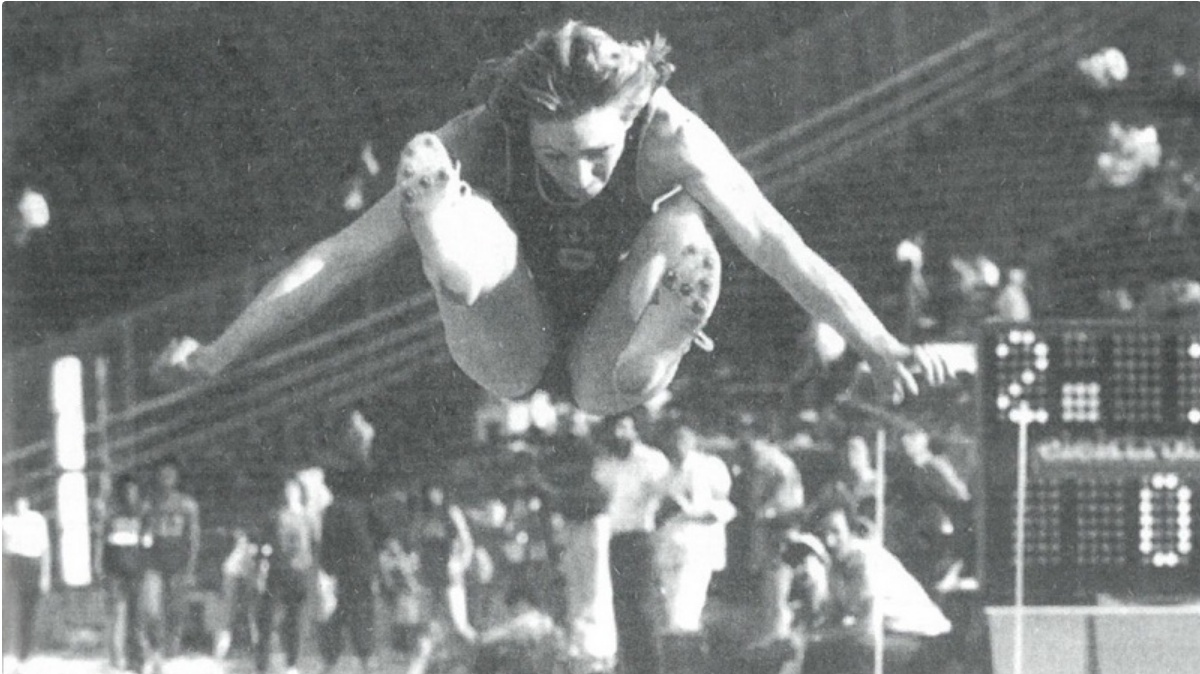
Anișoara Stanciu a câștigat medalia de aur.

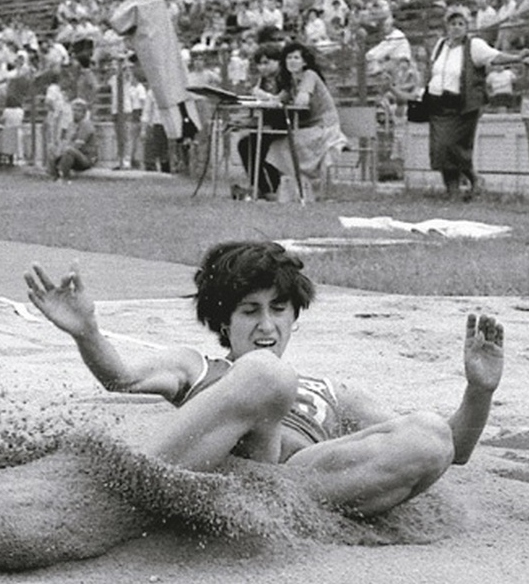
Vali Ionescu a câștigat medalia de argint.

Proba de săritură în lungime de la Jocurile Olimpice de vară din 1984 a avut loc în perioada 8-9 august 1984 pe Los Angeles Memorial Coliseum.

## Recorduri
Înaintea acestei competiții, recordurile mondiale și olimpice erau următoarele:
| Record  | Atletă                  | Rezultat | Loc                | Data          |
| ------- | ----------------------- | -------- | ------------------ | ------------- |
| Mondial | Anișoara Stanciu (ROU)  | 7,43 m   | București, România | 4 iunie 1983  |
| Olimpic | Tatiana Kolpakova (URS) | 7,06 m   | Moscova, URSS      | 31 iulie 1980 |

## Rezultate

### Calificări
S-a calificat în finală orice atletă care a sărit lungimea de 6,75 m respectiv cele mai bune 12 atlete.

#### Grupa A
| Loc | Atletă                     | Rezultat | 1    | 2    | 3    |
| --- | -------------------------- | -------- | ---- | ---- | ---- |
| 1   | Jackie Joyner-Kersee (USA) | 6,76 m   | X    | 6,76 | —    |
| 2   | Anișoara Stanciu (ROU)     | 6,69 m   | 6,69 | —    | —    |
| 3   | Robyn Lorraway (AUS)       | 6,61 m   | 6,61 | —    | —    |
| 4   | Linda Garden (AUS)         | 6,49 m   | 6,49 | 6,22 | 6,00 |
| 5   | Dorothy Scott (JAM)        | 6,47 m   | 6,16 | 6,02 | 6,47 |
| 6   | Jennifer Inniss (GUY)      | 6,17 m   | 5,76 | 6,17 | 5,84 |
| 7   | Maya Bentzur (ISR)         | 6,07 m   | 6,07 | 6,04 | 6,03 |
| 8   | Conceição Geremias (BRA)   | 6,04 m   | X    | 5,81 | 6,04 |
| 9   | Elma Muros (PHI)           | 5,64 m   | 5,57 | 5,64 | X    |
| 10  | Madeline de Jesús (PUR)    | 5,63 m   | 5,53 | 5,63 | 5,58 |
| 11  | Sarinee Phenglaor (THA)    | 5,51 m   | 5,38 | 5,47 | 5,51 |
| —   | Tineke Hidding (NED)       | NS       | —    | —    | —    |

#### Grupa B
| Loc | Atletă                          | Rezultat | 1    | 2    | 3    |
| --- | ------------------------------- | -------- | ---- | ---- | ---- |
| 1   | Sue Hearnshaw (GBR)             | 6,64 m   | 6,64 | —    | —    |
| 2   | Vali Ionescu (ROU)              | 6,60 m   | 6,32 | 6,60 | —    |
| 3   | Carol Lewis (USA)               | 6,55 m   | X    | 6,55 | —    |
| 4   | Glynis Nunn (AUS)               | 6,41 m   | 6,23 | 6,41 | 6,28 |
| 5   | Angela Thacker (USA)            | 6,36 m   | 6,36 | X    | 6,13 |
| 6   | Snežana Dančetović (YUG)        | 6,22 m   | 6,21 | 6,06 | 6,22 |
| 7   | Shonel Ferguson (BAH)           | 6,19 m   | X    | 6,19 | X    |
| 8   | Liao Wenfen (CHN)               | 6,16 m   | 6,16 | 5,96 | 6,00 |
| 9   | Annette Tånnander (SWE)         | 6,16 m   | X    | 6,05 | 6,16 |
| 10  | Jhointh Bartholomew (GRN)       | 6,07 m   | 6,07 | 5,84 | 5,77 |
| 11  | Esmeralda de Jesus Garcia (BRA) | 6,01 m   | X    | 6,01 | X    |
| 12  | Marie Ange Wirtz (SEY)          | 5,21 m   | 5,21 | 5,15 | 5,10 |

### Finala
| Loc | Atletă               | Țară                       | 1    | 2    | 3    | 4            | 5            | 6            | Rezultat |
| --- | -------------------- | -------------------------- | ---- | ---- | ---- | ------------ | ------------ | ------------ | -------- |
| 1   | Anișoara Stanciu     | România                    | 6,80 | 6,68 | X    | 6,96         | 6,89         | X            | 6,96 m   |
| 2   | Vali Ionescu         | România                    | 6,59 | 6,67 | X    | 6,52         | 6,81         | X            | 6,81 m   |
| 3   | Sue Hearnshaw        | Marea Britanie             | 6,80 | 6,75 | 6,55 | 6,67         | 6,74         | 6,64         | 6,80 m   |
| 4   | Angela Thacker       | Statele Unite ale Americii | 6,32 | X    | 6,65 | 6,78         | X            | 6,70         | 6,78 m   |
| 5   | Jackie Joyner-Kersee | Statele Unite ale Americii | X    | 6,72 | X    | 6,77         | X            | X            | 6,77 m   |
| 6   | Robyn Lorraway       | Australia                  | X    | 6,67 | 6,43 | X            | 6,62         | 6,43         | 6,67 m   |
| 7   | Glynis Nunn          | Australia                  | 6,45 | 6,37 | 6,39 | –            | 6,53         | 6,27         | 6,53 m   |
| 8   | Shonel Ferguson      | Bahamas                    | 6,44 | 6,13 | X    | 6,41         | 6,20         | 6,31         | 6,44 m   |
| 9   | Carol Lewis          | Statele Unite ale Americii | 6,21 | X    | 6,43 | Nu a avansat | Nu a avansat | Nu a avansat | 6,43 m   |
| 10  | Dorothy Scott        | Jamaica                    | 6,03 | 5,89 | 6,40 | Nu a avansat | Nu a avansat | Nu a avansat | 6,40 m   |
| 11  | Linda Garden         | Australia                  | X    | 5,89 | 6,30 | Nu a avansat | Nu a avansat | Nu a avansat | 6,30 m   |
| 12  | Snežana Dančetović   | Iugoslavia                 | 5,28 | 5,88 | 5,88 | Nu a avansat | Nu a avansat | Nu a avansat | 5,88 m   |